# Göran Lindahl (arkitekturhistoriker)

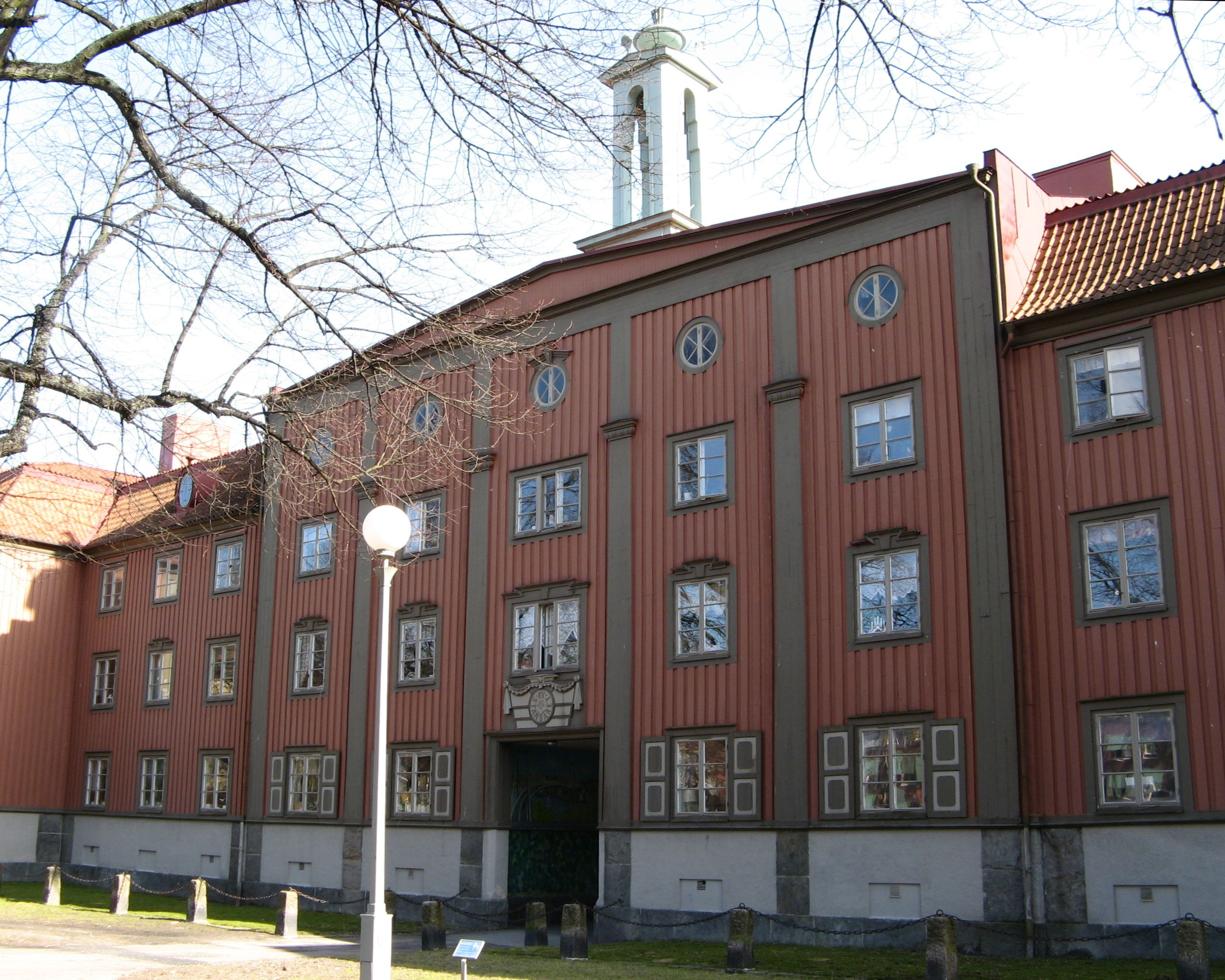
Göran Lindahl bidrog till bevarandet av landshövdingehusen i Göteborg. Bilden visar kvarteret Standaret, Karl Johans torg, 2006.

Nils Göran Lindahl, född 20 november 1924 i Karlstad, död 2 oktober 2015 i Uppsala, var en svensk professor i arkitekturhistoria och engagerad bevarandeförespråkare.
Göran Lindahl, vars far var lektor, blev filosofie licentiat vid Uppsala universitet 1953 och var professor i svensk och jämförande arkitekturhistoria vid Kungliga Konsthögskolan 1961–1991. Han var från 1966 medlem av Konstakademien och promoverades 1970 till hedersdoktor vid Uppsala universitet.
Som professor och lärare vid Konsthögskolans arkitekturskola vidgade han fältet för ämnet: "Forskning och undervisning kan inte längre nöja sig med att välja ut ett antal intressanta objekt. Frågan gäller över huvud inte några bestämda byggnader eller någon viss typ av miljö; den gäller förändringsprocessen som helhet.” (Lindahl i ”Konstakademins byggnadsskola”, 1986). 
Lindahl uttryckte tidigt kritik av saneringstänkandet inom stadsförnyelseplaneringen. Han publicerade flera artiklar i ämnet och gjorde fotodokumentation av 1960-talets stadsförvandlingar i bland annat Västerås, Uppsala och Stockholm. Tillsammans med kollegan John Sjöström och en elevgrupp skapade han en ny, inflytelserik syn på stadsplaneringen, användningsplanering, som utgick från den befintliga miljön och accepterade även stadsepoker som tidigare ansetts så otidsenliga att de måste rivas, t.ex. malmarna i Stockholm och motsvarande miljöer i ett stort antal andra svenska städer.  
Inom Konsthögskolan drev han även det samnordiska projektet Den nordiska trästaden vars syfte var att främja en uppvärdering av den äldre träbebyggelsen. Rapporter från projektet fick betydelse för debatten om bevarandet av landshövdingehusen i Göteborg, samt för bevarandet av träbebyggelsen i Stavanger. Lindahl var också en av de drivande bakom grundandet av Bebyggelsehistorisk tidskrift som startade 1981.
Titlarna på de många artiklar han publicerat ger en bild av hans engagemang både i det historiska och i sin samtid, till exempel "Norrmalmsregleringen – ett bildsvep med kommentarer", "1800-talets Wien: Ringstrasse och det offentliga samtalet", "Förändringsmönster i Stockholms förorter", "Stambanor och motorvägar", "Arkitektur som teater", "Franskt 1700-tal och den svenska modellen", "Den välordnade vardagen".
Han tilldelades 1970 Olle Engkvist-medaljen och 1998 erhöll han Sveriges Arkitekters kritikerpris för god arkitekturanalys som publicerats och för insatser som initierat samtal om arkitektur.
Göran Lindahl är gravsatt på Berthåga kyrkogård i Uppsala.